# 鄧耘
鄧耘（1922年3月24日—？） 人稱斯文探長，廣東省開平人，前香港警察隊刑事偵緝甲級高級警長，後淪為通緝犯。

## 生平
鄧耘於中國廣東省開平出生，於第二次世界大戰後到香港定居。於1946年2月8日加入警察隊，時年24歲。接受訓練後，成為警員，被派駐觀塘警署軍裝巡邏小隊。翌年8月7日，獲轉任為刑事偵緝處刑事偵緝警員，先後駐守海傍警署、香港警察總部、反貪污部以及香港仔及新界多個地區。
由於鄧耘工作勤奮，於1956年6月獲晉升為探目，其後生涯一帆風順。翌年6月，獲晉升為刑事偵緝高級警目，先後駐守荃灣、油麻地以及九龍總部。於駐守荃灣時，獲得新界區探長──外號「師傅強」的陳強的賞識，使其仕途更加順利。1962年8月，鄧耘獲晉升為探長，先後駐守荃灣及元朗警署。當時新界的烟格、賭檔及架部奇多米舖，鄧耘因乘之便，豬籠入水，財富暴增。
鄧耘對於偵破謀殺案特別有一手，常能閃電破案，成為破謀殺案專家。每逢有兇殺案，鄧耘都會親自到場仔細調查，對任何線索都不會忽略，細如一根毛髮、一枝火柴、一枝煙頭，鄧耘都會放入證物袋內。於1966年，鄧耘於駐守荃灣警署時，偵破了一宗豬欄藏屍案（一名住在葵涌和里隆坑村的男子唐桂南被好賭的妻子陳蓮賣賣掉他的生財工具，與妻子口角後將她殺死，埋屍家中豬欄。事發後往中國大陸逃走，又在那裡另娶生子。7年後返回香港時被鄧耘查出及拘補，同時於豬欄裡掘出埋在地下的屍。）。
六七暴動期間，鄧耘表現出色，名氣冒升，為他其後再上一層樓鋪路。1969年7月，警務處重定香港區刑事偵緝甲級高級警長的人選，由鄧耘與時任香港區刑事偵緝甲級高級警長藍剛爭奪。這場轟動一時的龍虎鬥，最後由財力和勢力都較優的鄧耘勝出。鄧從此升為刑事偵緝甲級高級警長，調駐港島警察總部，直接主管港島各偵探部。時任期間，鄧耘每天中午時份都在上環大同酒家地廰飲茶，聽取港島各區的刑事偵緝高級警長的匯報，地廳右邊6個卡位全部被其佔用。
於1972年，鄧耘又破一宗大案，當年新界軍營被歹徒偷去48個手雷，歹徒用手雷打劫了大道西的一間當舖，並且劫去4個非法賭檔共50萬港元。鄧耘掌握線索後，派出人員跟踪之，可是被歹徒發覺，擲出手榴彈，炸傷了兩名刑事偵緝警員。鄧耘隨即展開大規模的拘捕行動，最後成功拘捕5人，同時分別於西環山邊及新界起出41個手雷。
同年，新上任的警務處處長薛畿輔為求打擊貪污之風，大肆地更改了警察隊的架構，包括撤銷了3個刑事偵緝高級警長職位，原有的3位獲得直接升任督察，惹起鄧耘不滿。廉政公署其後不斷對其予以調查，鄧耘立時申請退休。可是申請不獲批准，鄧耘於是藉口頸生腫瘤，加上腳病，其第二次申請獲得接納，終於1974年5月15日退休。鄧耘隨即安排後路，將其資產轉至海外投資。鄧耘先到澳門，居住一段時間，利用某些方法獲得入籍，取得葡萄牙護照。等待時機成熟，使用新護照施然回到香港，帶著妻子和其（4名）子女，乘坐飛機遠走巴西。至1977年9月22日，廉政公署引用《防止賄賂條例》第10條（即財富與官職收入不相稱）通緝鄧耘，通緝令張貼於天星碼頭，為廉政公署首次發出告示通緝在逃人士。當時在逃刑事偵緝高級警長當中，鄧耘居於名單榜首。

## 榮譽
- 香港警察長期服務獎章（於1965年獲得頒授，時宜駐守荃灣警署）
- 皇家獎章
- 英勇獎章

## 軼聞
傳聞鄧耘原為國民政府軍中校，在上海結婚，其妻子為上海一名古董商人的獨女。另有消息指，鄧耘原來為國民革命軍第四軍幹部。
被通緝期間，鄧耘在香港仔的一所價值逾300萬港元的別墅及逾10萬港元銀行存款被香港法院凍結。可是，鄧耘早就已經將當中大部份匯款至海外。據說，其實際財產逾5,000萬港元。鄧耘在臺灣及南美洲均有投資，在臺灣就有一座碧潭別墅。
逃走後，傳聞指出鄧耘居於巴西，亦有傳聞鄧耘在美國東部某埠開市餐館。知情人士表示，鄧耘早已返回中國，改名換姓(莫)，在軍中任要職。

## 外部連結
- 通緝前總華探長鄧耘，凍結在港財產三百萬[永久]
- 第五位總華探長鄧耘 (1)[]</ref>
- 第五位總華探長鄧耘 (2)[]</ref>